# Geōrgios Pilavachīs
Geōrgios Pilavachīs (in greco Γεώργιος Πιλαβαχης?; fl. XX secolo) è stato un pallanuotista greco.
Ha rappresentato la Grecia nel torneo di pallanuoto ai Giochi di Anversa 1920.